# Labytnangi
Labytnangi (russisch Лабытна́нги, nenzisch Лабытнаӈгыт’, chantisch Лапыт Нангк, „sieben Lärchen“) ist eine Stadt im Autonomen Kreis der Jamal-Nenzen (Russland) mit 26.936 Einwohnern (Stand 14. Oktober 2010).

## Geographie
Die Stadt liegt im nordwestlichen Teil des Westsibirischen Tieflandes auf Höhe des Polarkreises, am östlichen Fuß des Polaren Ural, etwa 16 km nordwestlich der Hauptstadt des Autonomen Kreises Salechard, an linken Nebenarm Wyl-Posl des Ob.

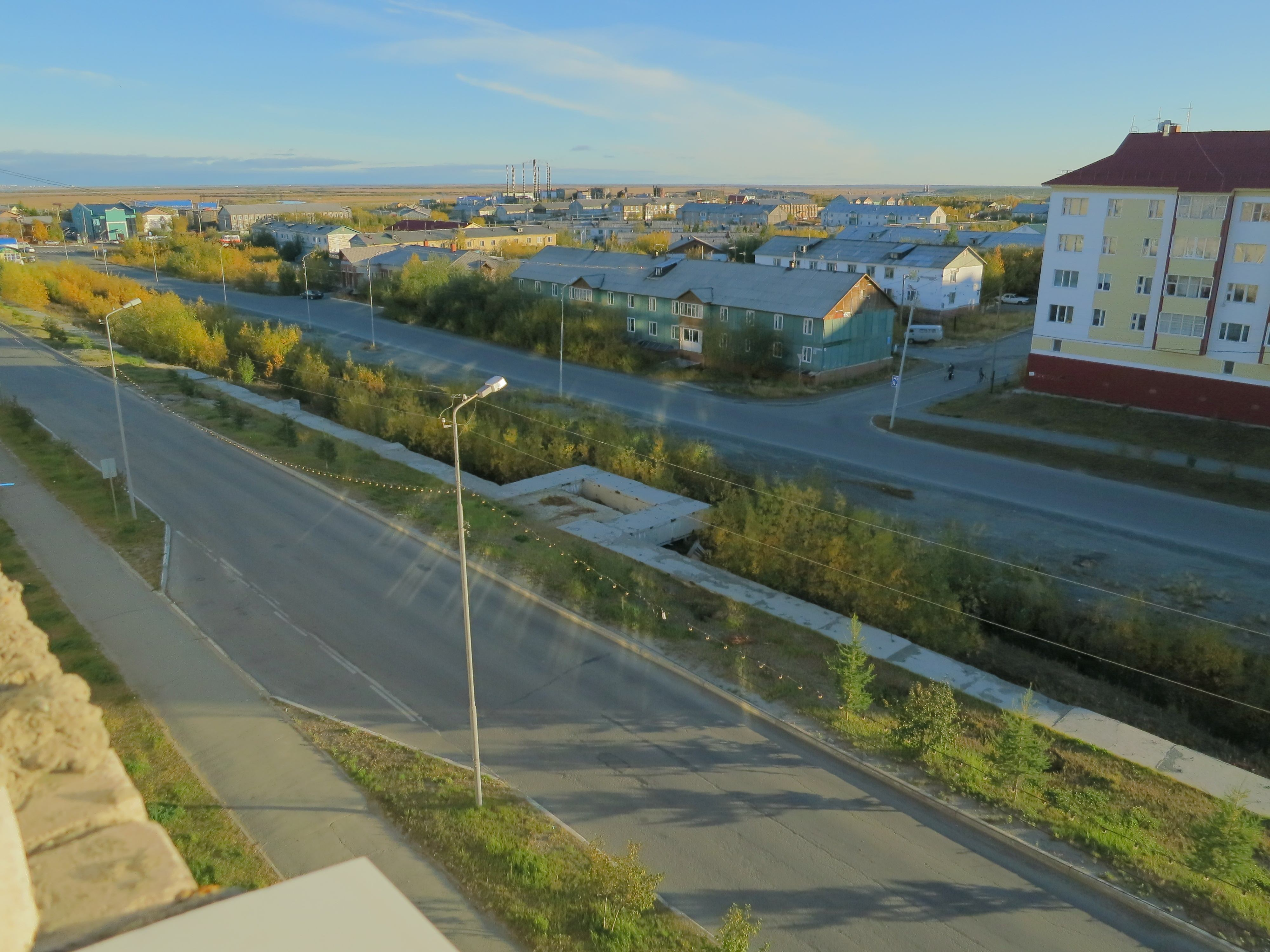
Labytnangi

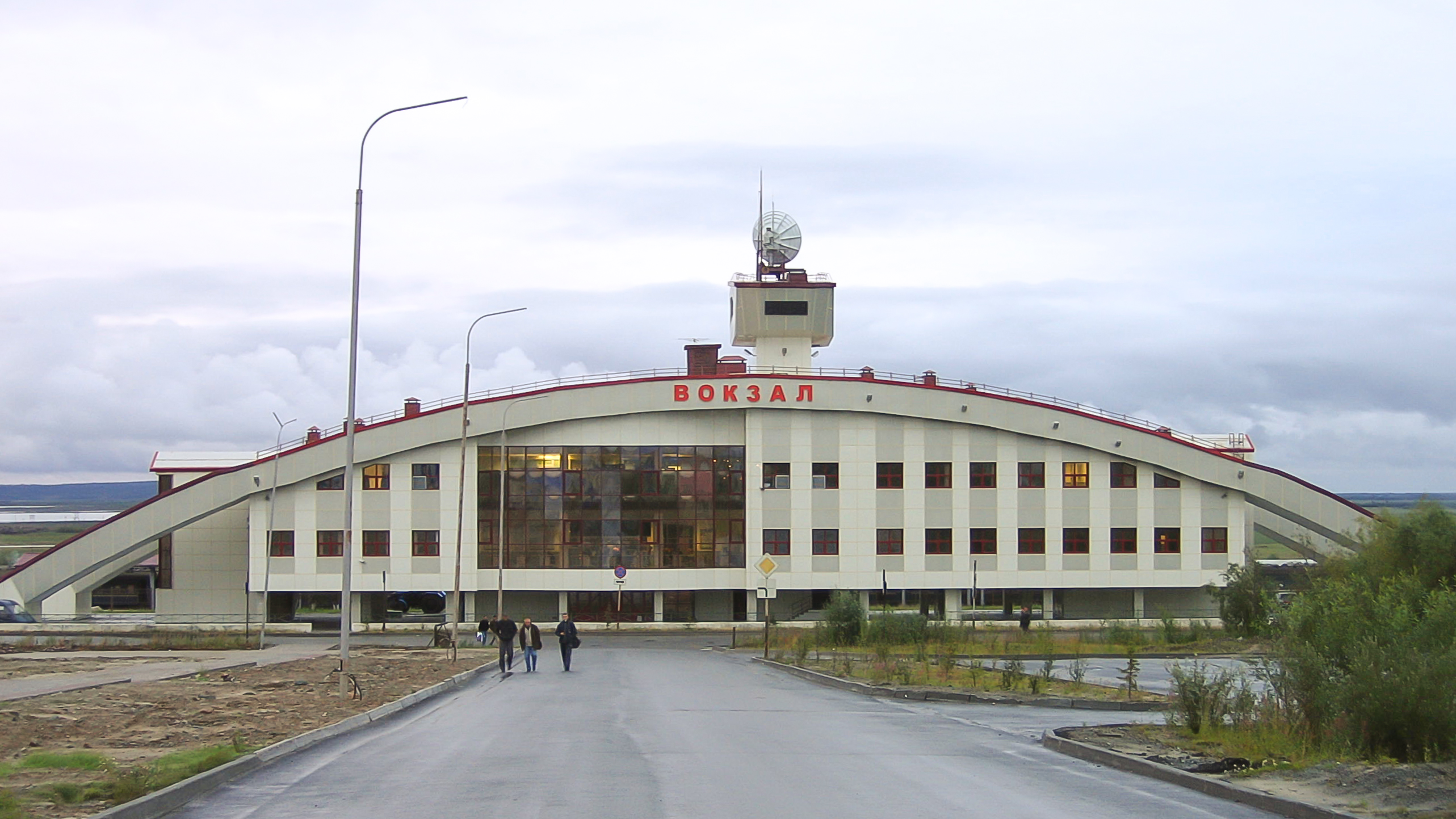
Bahnhof Labytnangi

Die Stadt Labytnangi bildet einen eigenständigen, rajonfreien Stadtkreis.

## Geschichte
Zu Beginn des 19. Jahrhunderts entstand am Ort der heutigen Stadt ein Lagerplatz der nomadisierenden Chanten (nach anderen Angaben: Nenzen). Lapyt nangk steht auf chantisch für sieben Lärchen.
1932 entstand eine Kolchose für Fischfang, Jagd und Rentierzucht. Mit dem Baubeginn der Polarkreiseisenbahn wurde der Ort in den 1940er Jahren als westlicher Ausgangspunkt für die geplante, aber bis heute nicht gebaute Querung des Ob gewählt. 1948 wurde die Strecke von Westen her provisorisch fertiggestellt. 1952 wurde der Ort zur Siedlung städtischen Typs. Nach dem Baustopp für die Polarkreiseisenbahn dauerte es noch bis 1958, bis der fertiggestellte Abschnitt offiziell eröffnet wurde. Zu Beginn der 1960er Jahre wurde Labytnangi zur Versorgungsbasis für die Erkundung und Ausbeutung von Gaskondensatlagerstätten. 1975 erhielt der Ort Stadtrecht.

### Bevölkerungsentwicklung
| Jahr | Einwohner |
| ---- | --------- |
| 1959 | 05.220    |
| 1970 | 09.190    |
| 1979 | 17.667    |
| 1989 | 31.501    |
| 2002 | 27.304    |
| 2010 | 26.936    |

Anmerkung: Volkszählungsdaten

## Kultur, Bildung und Sehenswürdigkeiten
In Labytnangi gibt es eine Filiale der Tjumener Architektur- und Bauakademie sowie verschiedene Einrichtungen der Russischen Akademie der Wissenschaften.

## Wirtschaft und Verkehr
Labytnangi ist Zentrum des Holzumschlages und Basis für die Erdgasförderung in der Umgebung.
Die Stadt ist Endpunkt einer 195 km langen Eisenbahnstrecke, die bei der Station Tschum von der Petschora-Eisenbahn Kotlas–Workuta abzweigt und den Ural überquert. Es handelt sich um das zunächst einzige fertiggestellte Teilstück der Polarkreiseisenbahn, das 1948 den provisorischen und 1955 den regulären Betrieb aufnahm. Im Mai 2004 wurde ein neues Bahnhofsgebäude eröffnet.
Labytnangi besitzt einen Flusshafen am Ob. Die Stadt ist mit der Nachbarstadt Salechard im Sommer durch Fähren, im Winter durch über das Eis des zugefrorenen Ob verkehrende Busse verbunden.

## Söhne und Töchter der Stadt
- Luisa Noskowa (* 1968), Biathletin und Olympiasiegerin
- Julija Makarowa (* 1981), Biathletin
- Larissa Kusnezowa (* 1990), Biathletin

## Straflager
Bei Labytnangi befindet sich die Strafkolonie IK-8 Weißer Bär. Dort war auch der ukrainische Filmregisseur Oleh Senzow inhaftiert.